# Кліпфіск

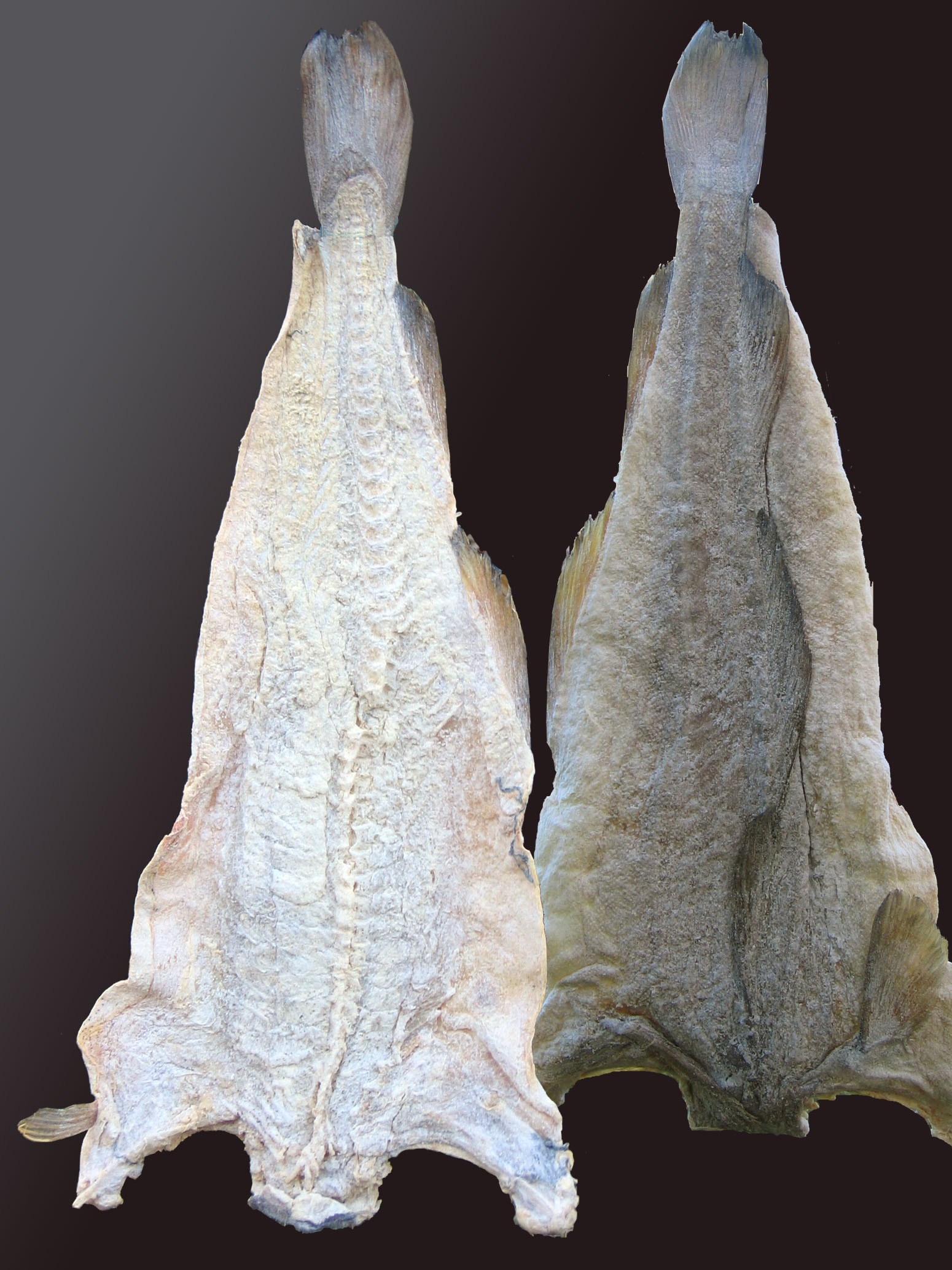
Норвезький кліпфіск

Кліпфі́ск — рибний продукт, що отримується методом холодного сушіння, солоно-сушена тріска або пікша. Сушений кліпфіск містить близько 40 % вологи та 20 % солі, глибоке просолення відрізняє продукт від іншого виду сушеної тріски — стокфіску.
Кліпфіск виробляють майже у всіх країнах, предметом лову яких є тріска або пікша: Канада, Велика Британія, Ісландія, Норвегія, Німеччина. При цьому споживають кліпфіск головним чином південні країни, найбільшу популярність він набув у португальській кулінарній традиції під назвою бакаляу, також поширений в інших країнах Середземномор'я (Іспанії, Італії) та Латинської Америки (Аргентині, Бразилії, Кубі) під найменуваннями бакало і баккала.

## Приготування
Процес приготування кліпфіску поділяється на дві самостійні стадії: приготування напівфабрикату — солоного кліпфіску та його сушіння. Часто кліпфіск реалізується у солоному вигляді без сушіння. Кліпфіск виготовляють тільки із зовсім свіжої риби, знекровленої у живому вигляді. Від знекровлення залежить білизна м'яса, яка є основною вимогою до зовнішнього вигляду готового продукту. Тріска, що заснула або полежала, не може бути добре знекровлена. Тріску під кліпфіск після знекровлення обезголовлюють і патрають як вручну, так і на спеціальних кліпфіскних машинах. Наступне ретельне миття заготовки проводиться вручну в чистій морській воді волосяними або трав'яними щітками. Засолювання кліпфіску проводиться в засіках трюму траулера штабелем висотою в 1–1,2 м шкірою вниз в розправленому вручну вигляді, сіль кладеться в кількості 50–60 %. Риба не стикається одна з одною, а тузлук стікає і поглинається надлишком солі. Тривалість засолювання становить 12 діб.
Сушіння кліпфіску проводиться в природних умовах або сушарках при температурі не вище 30 °C. У природних умовах напівфабрикат кліпфіску розкладають на стелажах у штабелі заввишки близько 50 см шкірою вниз під вантаж. Через 3–5 днів рибу перекладають у вищі штабелі і знову пресують. Процедура повторюється кілька разів зі збільшенням вантажу із висиханням риби. Тривалість сушіння кліпфіксу в природних умовах становить близько 40 діб, у сушарках — у 3–4 рази менше. Якість продукції при штучному сушінні гірша, ніж при природному. Готовий продукт підпресовують по 30 кг, обшивають у щільну тканину і зберігають у сухому приміщенні..
При реалізації через систему роздрібної торгівлі сушену тріску пилять пилкою. Перед приготуванням більшості страв із сушеної тріски рибу, як правило, вимочують кілька годин, змінюючи воду не один раз. Винятком є лише кілька популярних страв, таких як салат із сушеної тріски.

## Бакаляу

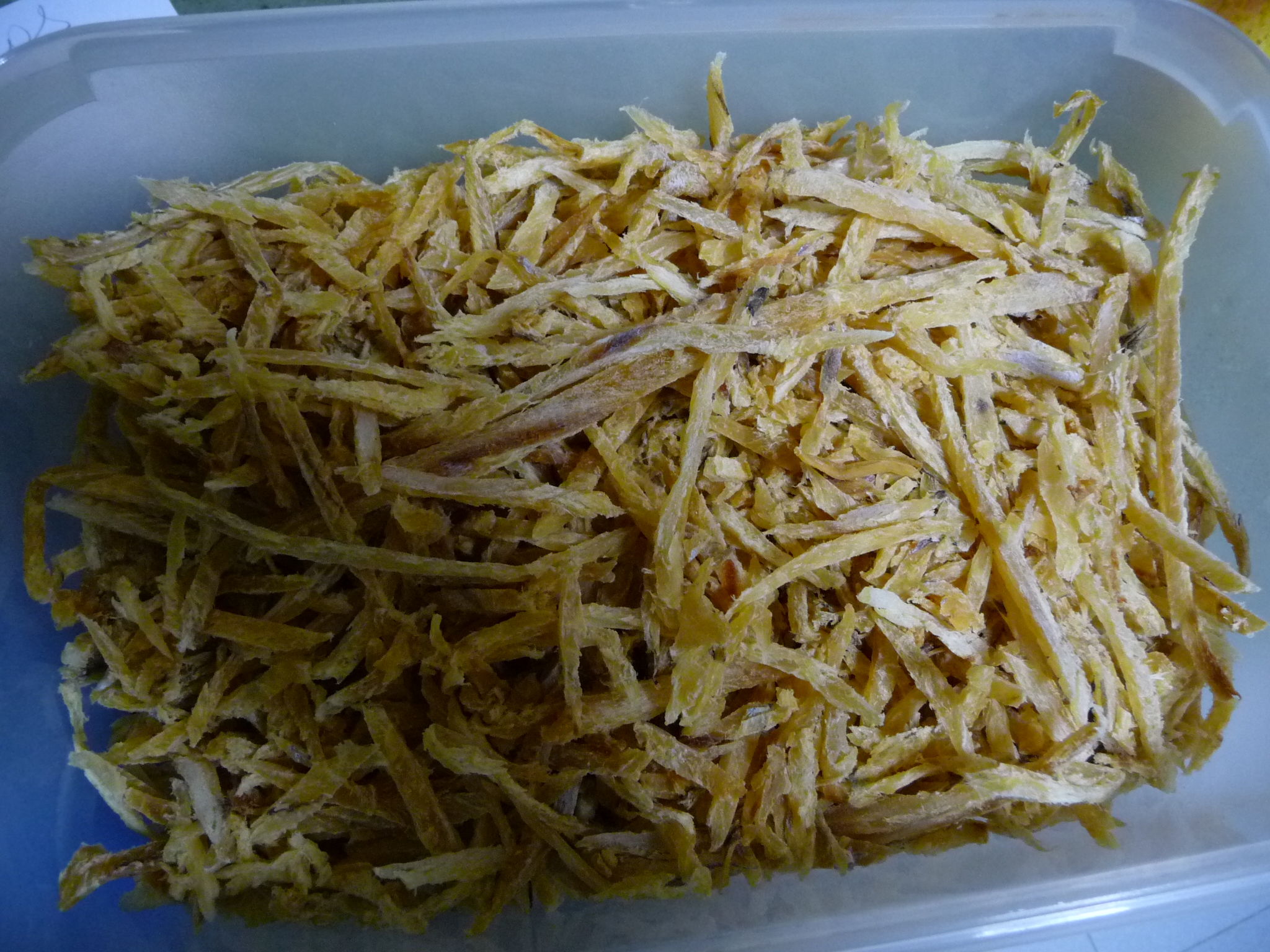
Бакаляу в стружці

Бакаляу — традиційний харчовий продукт в Португалії, що використовується в португальській кухні, його часто подають у цій країні на Різдвяні свята.
Оскільки біля португальських берегів тріска не ловиться, португальці закуповували кліпфіск із тріски, спійманої в Північній Атлантиці, у зв'язку з чим у кулінарному контексті під словом порт. bacalhau (тріска), як правило, розумівся подібним чином оброблений продукт, а не тріска взагалі; аналогічна ситуація існувала і в інших середземноморських країнах романських мов та католицької культури, де така сушена тріска була також популярна (італ. baccalà, ісп. bacalao).
Історія продукту налічує кілька століть. Засолювання та сушіння дозволяло перевозити тріску вітрильним судном із районів його лову в Північній Атлантиці. Традиційним постачальником кліпфіску на ринки середземноморських країн були Норвегія та Ісландія.
Португальські та баскські рибалки також ловили тріску біля берегів Ньюфаундленду, сушили її на місці і доставляли її на Іберійський півострів — плавання, яке могло займати до трьох місяців. Згідно з історичними даними, португальські флоти стали ходити в північні води за тріскою ще за короля Жуана I, що правив в 1385–1433 рр.
У минулому в Португалії бакаляу вважалася їжею бідняків. Була вона і відповідним продуктом для їжі у Великий піст, коли ставала «королем столу». Але після Другої світової війни ціни на цей продукт поступово зросли, і зараз він вважається делікатесом; який часто їдять на свята, як то: в різдвяний святвечір, страсний тиждень, і особливо страсну п'ятницю.
Існує безліч способів виготовлення продукту. Найбільш популярна страва в Португалії та Галісії, меншою мірою в колишніх колоніях — Анголі, Макао та Бразилії.